# 못말리는 유모
《못말리는 유모》(영어: The Nanny)는 1993년 11월 3일부터 1999년 6월 24일까지 CBS에서 방영중인 시트콤이다.

## 출연

### 주연
- 프랜 드레셔
- 대니얼 데이비스
- 로렌 레인
- 니콜 톰
- 벤저민 솔즈베리
- 매들린 지마

### 조연
- 앤 모건 가일버트